# مارك هوسيمانن
مارك هوسيمانن (بالألمانية: Marc Hosemann)‏ هو ممثل ألماني، ولد في 20 أغسطس 1970 في ألمانيا.

## وصلات خارجية
- مارك هوسيمانن على موقع IMDb (الإنجليزية)
- مارك هوسيمانن على موقع مونزينجر (الألمانية)
- مارك هوسيمانن على موقع قاعدة بيانات الأفلام العربية
- مارك هوسيمانن على موقع ألو سيني (الفرنسية)
- مارك هوسيمانن على موقع ميوزك برينز (الإنجليزية)
- مارك هوسيمانن على موقع أول موفي (الإنجليزية)
- مارك هوسيمانن على موقع قاعدة بيانات الأفلام السويدية (السويدية)
- مارك هوسيمانن على موقع ديسكوغز (الإنجليزية)
- مارك هوسيمانن على موقع قاعدة بيانات الفيلم (الإنجليزية)
- مارك هوسيمانن على موقع كينوبويسك (الروسية)